# Helen Storey
Pour les articles homonymes, voir Storey.
Helen Storey, née le 16 août 1959, à Belsize Park, quartier de la ville de Londres situé dans le district de Camden, est une artiste et styliste britannique primée vivant et travaillant à Londres. Elle est professeur des sciences de la mode à l'Université des Arts de Londres et codirectrice de la Helen Storey Foundation. Elle a reçu les distinctions de Royal Designer for Industry par la Royal Society of Arts et de l'ordre de l’Empire britannique (en anglais: Most Excellent Order of the British Empire) en 2009.

## Éducation
Helen Storey a fréquenté la Hampstead Comprehensive School dans le nord de Londres et est diplômée en mode de l'Université de Kingston en 1981,,. Elle s'est entraînée avec Valentino et Lancetti à Rome avant de lancer sa propre marque en 1984,. Son père est le dramaturge et romancier David Storey,,.

## Prix et distinctions
- Professeur invité, Université des Arts, 1998.
- Membre, Royal Society of Arts 1999.
- Chercheur, Université des Arts, février 2000.
- Professeur honoraire, Université Heriot Watt, 2001[16].
- Professeur honoraire King's College London 2003[17].
- Professeur invité de chimie des matériaux, Université de Sheffield, 2008[17],[18].
- MBE pour services aux arts - juin 2009.
- Docteur honoris causa en sciences Université de Sheffield 2012.
- Professeur honoraire d'artisanat et de design (DJCA) Université de Dundee 2012[19].
- Gagnante du prix Condé Nast Traveler, pour le meilleur design et innovation pour le projet de vêtements catalytiques (catégorie durabilité) 2012[20].
- Designer royal pour l'industrie, Royal Society of Arts 2014.
- Honorary Fellowship Arts University Bournemouth 2014[21].